# نوح السعداوي
نوح وائل السعداوي لاعب كرة قدم مغربي، يشغل مركز جناح في نادي جوا بدوري السوبر الهندي.
لعب لعدة أندية، من بينها: إنبي المصري ومولودية وجدة والجيش الملكي والرجاء الرياضي.

## مسيرته

### البدايات
وُلد السعداوي بالدار البيضاء من أب مغربي وأم أمريكية، التحق بمدرسة الوداد في سن 6 سنوات ولعب بين صفوفه 5 مواسم، ليغادر وهو في سن 11 عاما، بعدما قررت أسرته الهجرة للولايات المتحدة الأمريكية.
وفي بلاد العم سام تفتحت موهبة نوح، الذي أثار انتباه المدربين لمهاراته بفرق نيويورك ريد بولز ونيوجيرسي وخاصة بفريق سانت بيتر، ليقرر احتراف كرة القدم رغم أنه كان متفوقا في دراسته.

### في الإحتراف
في موسم 2012، فاجأ نوح السعداوي الجميع بتوقيع أول عقد احترافي له، وكان في إسرائيل رفقة نادي مكابي حيفا، إلا أنه لم يرتح داخل هذا الفريق.
وقرر مكابي إعارة نوح مرتين لناديين مختلفين، لكنه سرعان ما قرر مغادرتهما، لعدم ارتياحه بالأجواء السائدة هناك بعد 18 مباراة خاضها رفقة الناديين.
وتواصلت مغامرات السعداوي، بتوقيع عقد اللعب لنادي أياكس كيب تاون بجنوب أفريقيا، حيث حصل معه على وصافة بطل الكأس، ثم قرر العودة لأمريكا مجددا، من بوابة ميامي يونايتد.
وخلال عام 2016، فاجأ الجميع مجددا وطار صوب هندوراس، ليوقع لفريق ريال إسبانا الذي بقي في صفوفه لعدة أشهر، ثم رحل مجددًا إلى محطة جديدة مكررا عادته في التنقل.

### تجارب عربية
في الفترة بين 2016 و2018، حلق اللاعب نوح السعداوي صوب الدوري العماني في خطوة مفاجئة له ولأسرته، حمل خلالها قميص 3 أندية هناك.
وانتقل بعد ذلك ليخوض تجربة جديدة بالدوري المصري مع فريق إنبي، الذي تألق في صفوفه وبلغ معه الدور ربع النهائي لكأس مصر.

### حنين إلى المغرب
حنين وائل للمغرب، جعله يقرر خلال ميركاتو شتاء 2019 الانضمام إلى مولودية وجدة والذي تألق معه بشكل لافت، وخطف الأنظار في الفترة التي لعبها.
وبعد فترة توقف طويلة بسبب جائحة كورونا، انتقل للرجاء وقضى موسما واحدا، لينضم بعدها لنادي الجيش الملكي.

## روابط خارجية
- نوح السعداوي على موقع قاعدة بيانات كرة القدم.إي يو (الإنجليزية)
- نوح السعداوي على موقع Soccerbase.com (لاعب) (الإنجليزية)
- نوح السعداوي على موقع Soccerway.com (الإنجليزية)